# Szczawin Kościelny (gemeente)
De gemeente Szczawin Kościelny is een landgemeente in het Poolse woiwodschap Mazovië, in powiat Gostyniński.
De zetel van de gemeente is in Szczawin Kościelny.
Op 30 juni 2004 telde de gemeente 5272 inwoners.

## Oppervlakte gegevens
In 2002 bedroeg de totale oppervlakte van gemeente Szczawin Kościelny 127,14 km², waarvan:
- agrarisch gebied: 75%
- bossen: 17%

De gemeente beslaat 20,65% van de totale oppervlakte van de powiat.

## Demografie
Stand op 30 juni 2004:
| Omschrijving                   | Totaal | Totaal | Vrouwen | Vrouwen | Mannen | Mannen |
| ------------------------------ | ------ | ------ | ------- | ------- | ------ | ------ |
| eenheid                        | aantal | %      | aantal  | %       | aantal | %      |
| inwoners                       | 5272   | 100    | 2653    | 50,3    | 2619   | 49,7   |
| bevolkingsdichtheid (inw./km²) | 41,5   | 41,5   | 20,9    | 20,9    | 20,6   | 20,6   |

In 2002 bedroeg het gemiddelde inkomen per inwoner 1259,46 zł.

## Administratieve plaatsen (sołectwo)
Adamów-Gołas-Chorążek, Annopol, Białka, Budy Kaleńskie-Kaleń, Dobrów, Helenów-Jesionka, Helenów Słupski, Helenów Trębski-Trębki, Holendry Dobrowskie-Teodorów, Józefków-Krzymów, Kamieniec, Kaźmierków-Mellerów, Kunki-Gorzewo-Kolonia, Łuszczanów, Misiadla-Mościska, Modrzew-Lubieniek, Osowia-Tuliska, Pieryszew, Reszki-Staw, Słup-Janki, Smolenia, Stefanów Suserski, Suserz-Budki Suserskie, Swoboda, Szczawinek-Sewerynów, Szczawin Borowy-Kolonia-Andrzejów, Szczawin Borowy-Wieś-Przychód, Szczawin Kościelny, Waliszew, Witoldów, Wola Trębska-Wola Trębska-Parcel.

## Overige plaatsen
Feliksów Dobrowski, Helenów Drugi, Kielnica, Leopoldów, Moczydła, Potrzasków, Szczawin Mały-Gajówka, Trębki-Leśniczówka, Wandzin

## Aangrenzende gemeenten
Gąbin, Gostynin, Łąck, Oporów, Pacyna, Strzelce